# Protocolo n.º 13 a la Convención Europea de Derechos Humanos
El Protocolo n.º 13 a la Convención Europea de Derechos Humanos es un protocolo adicional a la citada Convención o Convenio, elaborado en el ámbito del Consejo de Europa y abierto a todos los Estados miembros del Consejo que hayan ratificado la Convención. Fue aprobado el 3 de mayo de 2002 y entró en vigor el 1 de julio de 2003, tres meses después de su ratificación por los primeros diez Estados. Su finalidad es conseguir la completa abolición de la pena de muerte.

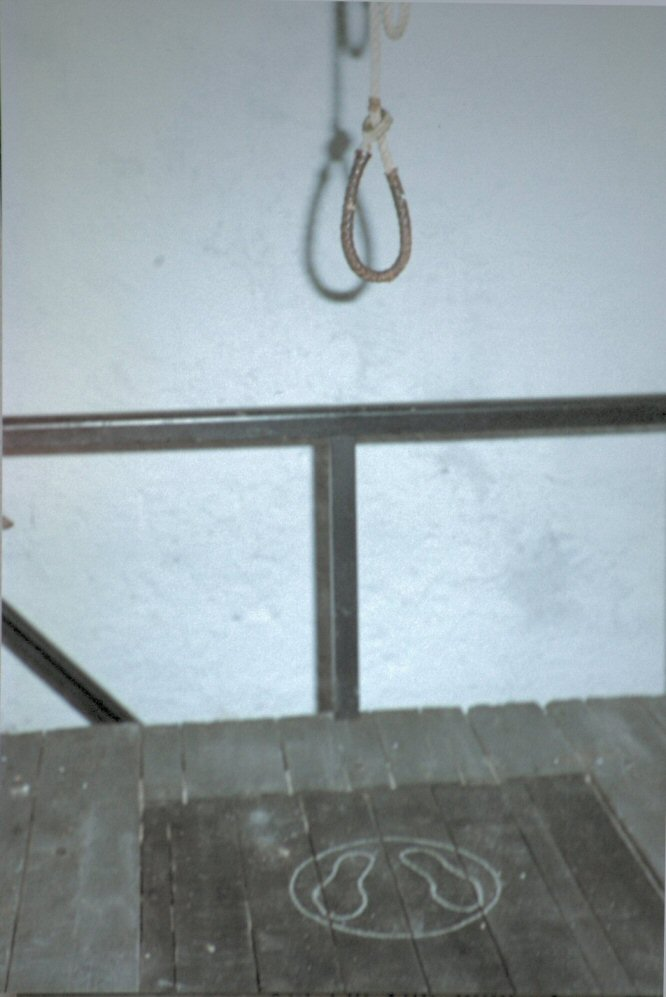
Patíbulo. El protocolo prohíbe la pena capital en cualquier circunstancia

## Contenido
El Protocolo n.º 13 añade un único derecho humano a los que recogía la Convención, si bien queda enunciado en varios artículos principales:
- Artículo 1. Abolición de la pena de muerte. Aunque el artículo 2 de la Convención Europea de Derechos Humanos proclamaba el derecho a la vida, establecía la salvedad de la imposición de la pena de muerte dictada por un tribunal cuando la pena capital está prevista por la ley.
- Artículo 2. Prohibición de excepciones. El Protocolo n.º 6 a la Convención Europea de Derechos Humanos de 1983 ya había establecido una prohibición de la pena de muerte, pero hacía la salvedad de permitir que la ley mantuviera dicho castigo en tiempo de guerra o de peligro inminente de guerra. Dicha excepción tuvo por objeto facilitar la ratificación del Protocolo por el mayor número de Estados. Sin embargo, el debate sobre la abolición de la pena capital había avanzado en las dos décadas transcurridas desde entonces, y el Protocolo n.º 13 es fruto de ese movimiento.
- Artículo 3. Prohibición de reservas. Prohíbe que los Estados formulen reserva alguna acogiéndose al artículo 57 de la Convención. De esta forma, la prohibición de imponer la pena de muerte es absoluta para los Estados signatarios.

## Protección
Se trata del documento internacional que prohíbe con más contundencia la pena capital, pues tanto el Segundo Protocolo Facultativo del Pacto Internacional de Derechos Civiles y Políticos  como el Protocolo a la Convención Americana sobre Derechos Humanos  relativo a la abolición de la pena de muerte permiten la formulación de reservas en el momento de su ratificación encaminadas a permitir el mantenimiento de la pena de muerte para delitos sumamente graves de carácter militar en tiempo de guerra.
El nuevo derecho goza de la misma protección que la Convención otorga a los derechos originalmente incluidos en ella, pudiendo las personas físicas, las organizaciones no gubernamentales y los grupos de particulares interponer demandas ante el Tribunal Europeo de Derechos Humanos reclamando por la violación de sus derechos. No obstante, no todos los Estados parte en la Convención han ratificado el Protocolo n.º 13. España lo ratificó el 16 de diciembre de 2009, entrando en vigor el 1 de abril de 2010. Tras su ratificación por Liechtenstein en 2012, 43 de los 47 Estados miembros del Consejo de Europa habían ratificado el protocolo.